# Sathyamangalam
Sathyamangalam es una ciudad y municipio situada en el distrito de Erode en el estado de Tamil Nadu (India). Su población es de 37816 habitantes (2011). Se encuentra a 63 km de Erode y 52 km de Tirupur.

## Demografía
Según el censo de 2011 la población de Sathyamangalam era de 37816 habitantes, de los cuales 18848 eran hombres y 18968 eran mujeres. Sathyamangalam tiene una tasa media de alfabetización del 79,09%, inferior a la media estatal del 80,09%: la alfabetización masculina es del 85,73%, y la alfabetización femenina del 72,53%.